# Piotr Śliwicki (1841–1862)
Piotr Śliwicki (ur. w 1841 w guberni charkowskiej, zm. 28 czerwca 1862 w Modlinie) – podporucznik IV batalionu brygady strzeleckiej Armii Imperium Rosyjskiego, stacjonującej w Warszawie.
Był z pochodzenia Ukraińcem. Był jednym z przywódców spisku rewolucyjnego w swojej jednostce, prowadził agitację wśród swoich żołnierzy. Organizacja konspiracyjna Śliwickiego, Bazylego Kaplińskiego i Iwana Arnholda zbudowana została w porozumieniu z Jarosławem Dąbrowskim i miała stanowić zalążek rosyjskiej armii rewolucyjnej.
Po wykryciu spisku, w procesie został skazany na karę śmierci, został rozstrzelany w fosie Twierdzy Modlin 28 czerwca 1862 roku.